# Grigori Anatoljewitsch Kirijenko
Grigori Anatoljewitsch Kirijenko (russisch Григорий Анатольевич Кириенко; * 29. September 1965 in Nowosibirsk, Russische SFSR) ist ein ehemaliger russischer Säbelfechter. Er ist zweifacher Olympiasieger und vielfacher Weltmeister.

## Erfolge
Grigori Kirijenko gewann bei Weltmeisterschaften zahlreiche Medaillen und Titel. Viermal wurde er im Einzel Weltmeister: 1989 in Denver, 1991 in Budapest, 1993 in Essen und 1995 in Den Haag. 1994 in Athen gewann er zudem im Einzel Bronze. Mit der sowjetischen bzw. russischen Mannschaft sicherte er sich 1989, 1990 in Lyon und 1994 den Titel. Darüber hinaus wurde er 1991, 1995 und 1997 in Kapstadt Vizeweltmeister. Er nahm 1992 an den Olympischen Spielen in Barcelona für das Vereinte Team teil, wo er im Einzel den zehnten Rang belegte. In der Mannschaftskonkurrenz erreichte er gemeinsam mit Wadym Hutzajt, Heorhij Pohossow, Stanislaw Posdnjakow und Alexander Schirschow nach Siegen über Polen und Rumänien das Gefecht um Gold, in der Ungarn mit 9:3 besiegt wurde. Bei den Olympischen Spielen 1996 in Atlanta platzierte er sich auf Rang zehn im Einzel. Mit der russischen Mannschaft, zu der neben Kirijenko noch Stanislaw Posdnjakow und Sergei Scharikow gehörten, gelang ihm der zweite Olympiasieg, nachdem nach Erfolgen über Spanien und Italien erneut Ungarn im Finale mit diesmal 45:25 bezwungen wurde.
Kirijenko focht für ZSKA Moskau.